# Springfield (New Hampshire)
Springfield – miasto w Stanach Zjednoczonych, w stanie New Hampshire, w hrabstwie Sullivan.